# Une soirée d'enfer (film)
Pour plus de détails, voir Fiche technique et Distribution.
Une soirée d'enfer (titre original : Take Me Home Tonight) est un film germano-américain réalisé par Michael Dowse, sorti en 2011.

## Synopsis
1988. Matt Franklin (Topher Grace) est un jeune diplômé à la Massachusetts Institute of Technology qui peine à trouver sa voie et travaille dans un magasin de détail spécialisé dans la vidéo. Un jour, Tori Frederking (Teresa Palmer), la fille dont il était amoureux au lycée, passe par hasard au magasin. Lorsqu'elle lui demande ce qu'il fait de sa vie, il répond qu'il est banquier chez Goldman Sachs. Tori invite Matt à une fête organisée à l'occasion de la Fête du Travail par Kyle (Chris Pratt) qui se trouve être le petit ami de Wendy (Anna Faris), la sœur jumelle de Matt. Pendant ce temps, Barry (Dan Fogler), vendeur d'automobiles et meilleur ami de Matt, se fait licencier. Lors de cette nuit, les protagonistes vont être confrontés aux différentes facettes de leur nouvelle vie d'adulte.

## Fiche technique
- Titre : Une soirée d'enfer
- Titre original : Take Me Home Tonight
- Réalisation : Michael Dowse
- Scénario : Jackie Filgo et Jeff Filgo, d'après une histoire originale de Topher Grace et Gordon Kaywin
- Photographie : Terry Stacey
- Montage : Lee Haxall
- Musique : Trevor Horn
- Producteur : Ryan Kavanaugh, Brian Grazer, Topher Grace et Sarah Bowen
- Distribution : Universal Pictures International France, Rogue Pictures (en), Relativity Media, Imagine Entertainment
- Pays d'origine :  États-Unis |  Allemagne
- Langue : anglais
- Budget : 19 000 000 $

## Distribution
- Topher Grace (VFB : Alexandre Crépet) : Matt Franklin
- Anna Faris : Wendy Franklin (VFB : Mélanie Dermont)
- Teresa Palmer (VFB : Marcha Van Boven) : Tori Frederking
- Dan Fogler (VFB : Erwin Grünspan) : Barry Nathan
- Chris Pratt (VFB : Karim Barras) : Kyle Masterson
- Michelle Trachtenberg : Ashley
- Lucy Punch : Shelly
- Michael Biehn : Bill Franklin
- Nathalie Kelley : Beth
- Demetri Martin : Carlos
- Michael Ian Black : Pete Bering
- Bob Odenkirk : Mike
- Angie Everhart : Trish Anderson
- Ryan Bittle : Rick
- Whitney Cummings : Katia
- Candace Kroslak : Ally
- Edwin Hodge : Bryce
- Robert Hoffman : Tyler Comins
- Seth Gabel (VFB : Maxime Donnay) : Brent

## Production

### Tournage
Le tournage s'est déroulé à Phoenix en Arizona en 2007.

## Autour du film
- Le titre du film est inspiré de la chanson du même nom interprétée par Eddie Money qui ne figure cependant pas dans la bande originale.
- Le film était initialement titré Young Americans puis Kids in America en référence aux chansons de David Bowie et Kim Wilde.